# یانگ فیفی
یانگ فیفی (انگلیسی: Yang Feifei؛ زادهٔ ۵ اکتبر ۱۹۹۷) بازیکن زن راگبی ۷ نفره اهل چین است.
وی در مسابقات کشوری و بین‌المللی در مجموع برندهٔ ۱ مدال طلا شده‌است.